# 田中由姫
田中由姫（たなか　ゆき、1991年9月1日 - ）は、日本の元アイドル、元タレント。横浜関内のご当地アイドル「かんない少女隊」の絵里澤えゆとしての名前もある。神奈川県出身。元パーティープロダクション所属。2019年8月31日をもって芸能界を引退した。

## 来歴
2012年
- 都内でスカウトを受け、芸能活動を開始。

2013年
- 9月に一緒に飲めるご当地アイドル「かんない少女隊」のオーディションを受け合格。「絵里澤えゆ」として活動開始。

2014年
- 4月パチマガ攻略マガジンが主催したパチマガ登竜門企画の女性ライター部門にて準ブランプリを獲得。神曲ハストリエなどの連載を中心にパチンコライターとして活動。
- 7月東京MX『私生活むきだしバラエティ「キリウリ$アイドル」』に出演した際、ヤリいけるアイドルを目指すというぶっちゃけ発言がさまざまなメディアで話題に。

2015年
- 2月「かんない少女隊」を卒業
- 6月 自身のツイキャスにて、解離性記憶障害を患っている事を告白

2019年
- 8月31日をもって芸能界を引退した。

## 人物
- 趣味は歌と辛い物を食べる事。
- 神奈川県横浜市出身
- 普段は右利きだが、ご飯は左利き
- 父ゆずりのパチンコ好きを受け継ぎ、2014年パチンコライターとなる
- かんない少女隊では紫とピンクがイメージカラー
- 父は東映アクション倶楽部の出身でライダーシリーズのショッカーを演じていた。
- 男装アイドル「プライアディーズ」のプロデューサーをしていた。

## 出演

### テレビ

#### バラエティ・情報番組
- 「はなまるマーケット」再現VTR出演（2012年、TBS）
- 『私生活むきだしバラエティ「キリウリ$アイドル」』（2014年7月、TOKYO MX）
- 「エハラマサヒロのパチバラ」（2014年4月、サイトセブンTV、スカパー）
- 「旅×娘」（2014年毎週火曜日21時 - 、サイトセブンTV、スカパー）

## 雑誌
- パチンコ攻略マガジン（2014年、双葉社）
- 週刊大衆ヴィーナス（2014年9月20日発売、双葉社）
- EXMAX（2014年、ぶんか社）

## イベント
- でちゃうガールズ
- 東京ゲームショウ2014